# 기아 트레이드
기아 트레이드(Kia Trade)는 기아자동차의 상용 준중형 트럭이다.

#### 트레이드(1988년~2000년)
1988년에 타이탄의 후속 차종이자, 장폭 버전으로 출시되었다. 마쓰다의 2세대 타이탄을 베이스로 만들었다. 트레이드는 현대 마이티와 기아 점보 타이탄과 경쟁하였으며, 장폭 캐빈 덕분에 기아 점보 타이탄보다 실내 공간과 시야가 넓었다. 1993년 4월에 페이스 리프트를 거쳐 헤드 램프가 4등식 원형 타입에서 2등식 사각형 타입으로 변경과 동시에 우측 도어에 유리창이 추가되었다. 1세대 봉고(공식명칭은 파워봉고), 2세대 봉고(공식명칭은 와이드 봉고), 점보 타이탄, AM815 뉴 콤비, 2세대 복사(공식명칭은 와이드 복사), 1세대 라이노, AM818 코스모스, AM트럭 등과 통일성을 이룸과 동시에 양측 도어에 측면 방향지시등이 추가되었다. 1997년 1월에 또 한번 페이스 리프트를 거쳐 헤드 램프가 하이 베스타와 비슷한 형상으로 변경되었다. 2000년 10월에 후속 차종인 파맥스가 출시되어 단종되었다.